# SPICA (космический телескоп)
Space Infra-Red Telescope for Cosmology and Astrophysics или SPICA (космический инфракрасный телескоп для космологии и астрофизики) — предлагаемый проект космического телескопа для наблюдения космоса в инфракрасном диапазоне.
В 2018 году проект SPICA вышел в финал отбора следующей миссии Cosmic Vision среднего класса, но далее, в октябре 2020 года, проект был отклонён.

## Исходные данные
Проект ведётся Японским аэрокосмическим агентством (JAXA). Телескоп предлагается вывести на орбиту ракетой H-IIA.
Телескоп с 3,5-метровым зеркалом (подобный размер у HSO), изготовленным из карбида кремния, предлагается запустить в 2027 году. Основными миссиями космического телескопа будет изучение формирования звёзд и планет. Он может быть способен обнаружить звёздные ясли галактик, а собственный коронограф поможет найти протопланетные диски вокруг молодых звёзд и экзопланеты.

### План проекта
Космический телескоп в своем основном режиме работы должен находиться во второй точке Лагранжа (L2). Для охлаждения зеркала предполагается использовать механические криоохладители вместо запаса жидкого гелия, что позволит охладить зеркало до 8К . Иначе, если обходиться только солнечным щитом, то температура была бы порядка 70К, как у Гершеля. Это, в свою очередь, обеспечит высокую чувствительность в инфракрасном диапазоне 10-100 мкм. Телескоп предназначен для наблюдения в более длинноволновой части инфракрасного диапазона, чем JWST. В целом компоновка телескопа Спика несколько повторяет аппарат Планк.

### Оборудование
- SAFARI: 30-200-микрометровый спектрометр (предоставляется ЕКА)
- Коронограф для обнаружения экзопланет размером с Юпитер, работающий в диапазоне 5-20 мкм.
- Спектрограф с высокой разрешающей способностью для 4-40 мкм
- Спектрограф с низким разрешением для 10-100 мкм